# Springfield (Vermont)
Pour les articles homonymes, voir Springfield.
Springfield est une ville du comté de Windsor, dans le Vermont, aux États-Unis. Sa population s’élevait à 9 373 habitants lors du recensement de 2010, estimée à 9 232 habitants en 2014.
Après un concours organisé par Les studios 20th Century Fox et le journal USA Today, cette ville a été choisie comme la localité officielle de la série Les Simpson. C'est en ce lieu que le film du même nom a été joué pour la première fois.

## Histoire
Créée en 1761, la ville possède la plus ancienne école à une seule classe du Vermont. Construite en 1790 et utilisée jusqu'en 1900, l'école, connue sous le nom de « Eureka », a été restaurée en 1968. 

## Personnalités liées à la ville
- James Kochalka, auteur de bande dessinée et musicien, est né à Springfield.
- Russell Williams Porter (1871-1949), peintre, ingénieur, astronome, aventurier et explorateur, y est né.